# Polisanella bakeri
Polisanella bakeri är en insektsart som beskrevs av Metcalf 1953. Polisanella bakeri ingår i släktet Polisanella och familjen dvärgstritar. Inga underarter finns listade i Catalogue of Life.